# 武漢長江大橋
武漢長江大橋（ぶかんちょうこうだいきょう、中: 武汉长江大桥）は、中華人民共和国湖北省武漢市の漢陽区と武昌区を結ぶ、長江に架かる鉄道道路併用橋。全長1670m、道路部の幅22.5mの2層桁橋である。
新中国成立後、ソビエト連邦の技術協力により長江にはじめて架けられたのがこの武漢長江大橋である。その後、1959年に重慶の白沙陀長江大橋が架けられた。その後、中ソ対立の影響で1960年にソ連側技術者が引き上げたことにより、3番めに造られた南京長江大橋（1968年竣工）は、中国独自の技術で架橋されたはじめての長江大橋となった。